# Мунайский угольный разрез
Мунайский угольный разрез — угледобывающее предприятие и месторождение в Солтонском районе Алтайского края, на территории Сузопского сельсовета. В 2016 года разрез был законсервирован, но добыча не велась уже с 2013 года. Добыча угля была восстановлена в марте 2018 года.

## Характеристика месторождения
Месторождение представлено двумя промышленными, горизонтально залегающими на глубине 41-57 м пластами угля средней мощностью 10-12 м. Является частью угленосной площади «Неня–Чумышская впадина».
Бурый уголь Мунайского месторождения гумусовый, объемная масса 1,28 т/м3. Зольность угольной массы — от 7,4 до 10,9 %, средняя рабочая влажность — от 10,8 до 20,8 %, содержание серы — от 0,76 % , водорода — 4,4 %. Высшая теплотворная способность — 6930 ккал/кг, низшая теплота сгорания — от 3900 до 4200 ккал/кг. Марочный состав — 3 БР. Проектная мощность предприятия — 250 тыс. т в год. Как и все бурые угли, Мунайские значительно уступают каменным кузнецким по теплотворной способности (примерно в 2 раза). Мунайские угли сопоставимы с канско-ачинскими, однако по содержанию золы и серы несколько им уступают.
Потенциал месторождения оценивается в 1 млн тонн бурого угля в год, в то время как за всю историю разреза добыча не превышала 120 тысяч тонн.

## История освоения
Месторождение бурого угля на территории Солтонского района было открыто в 80-х годах XIX века, однако его разработкой практически никто не занимался. В 1988 году разработкой занялся «Новосибуголь». После этого разрез несколько раз менял хозяев. Восстановление карьера начали с 2005 года новые инвесторы из Кузбасса – ООО «Мунайский разрез». Бурый уголь добывался карьерным способом и использовался в энергетической сфере. Ранее предприятие обеспечивало топливом 14 районов юго-востока Алтайского края (Бийской зоны) и Республику Алтай.
В 2013–2015 годах добыча не велась, в 2016 году Ростехнадзор признал месторождение законсервированным. Ранее в декабре 2015 года суд признал банкротом владельца ООО «Разрез "Мунайский"» Валерия Пекарского.
Министерством регионального развития РФ одобрен инвестпроект строительства на прилегающей к разрезу территории Алтайской конденсационной электростанции мощностью 660 МВт. Озвучивались также идеи производства из угля удобрений, жидкого топлива и полукокса.